# Rasa de Cavallolet
La Rasa de Cavallolet és un torrent afluent per l'esquerra de la Rasa de Martins que neix a poc menys de 250 m. a llevant de la masia de Cavallolet
De direcció global cap a les 8 del rellotge, desguassa al seu col·lector a poc menys de 500 m. al nord-oest de la masia de Martins. Fa tot el seu curs pel terme municipal de Pinell de Solsonès

## Xarxa hidrogràfica
La seva xarxa hidrogràfica, que també transcorre íntegrament pel terme municipal de Pinell de Solsonès, està constituïda per cinc cursos fluvials la longitud total dels quals suma 3.024 m.